# كانيبال كوربس
كانيبال كوربس هي فرقة ديث ميتال أمريكية تأسست بمدينة بوفالو في عام 1988.